# Japonichilo bleszynskii
Japonichilo bleszynskii är en fjärilsart som beskrevs av Okano 1962. Japonichilo bleszynskii ingår i släktet Japonichilo och familjen Crambidae. Inga underarter finns listade i Catalogue of Life.